# Абрамов Борис Михайлович
Борис Михайлович Абрамов (рос. Борис Михайлович Абрамов; нар. 1 липня 1933, Москва, РРФСР — пом. 25 червня 2017) — радянський футболіст та тренер, виступав на позиції півзахисника.

## Життєпис
Вихованець ДЮСШ «Філі» Москва. Дорослку футбольну кар'єру розпочав 1954 році в складі аматорського «Динамо» (Барнаул). Кар'єру в командах майстрів розпочав в 1956 році у «Металурзі» (Запоріжжя). У чемпіонаті СРСР грав у складі клубів «Локомотив» Москва (1957-1958 — 22 матчі, 8 голів), «Молдова» Кишинів (1959-1960, 41 матч, 8 голів), «Даугава-РВЗ» Рига (1961-1962, 43 матчі, 6 голів). Грав у командах класу «Б» «Шахтар» Караганда (1963), «Локомотив» Челябінськ (1964-1965).
Працював тренером у клубах «Металург» Коса Гора (1966), «Динамо» Цілиноград (1973), «Рубін» Казань (1981), старшим тренером у клубах «Металург» Златоуст (1967, 1969), «Урожай» Олександрівське (1968), «Локомотив» Челябінск (1970), «Динамо» Вологда (1971—1972), «Динамо» Кіров (1974), «Селенга» Улан-Уде (1976—1977).

## Досягнення
- Кубок СРСР
  -  Володар (1): 1957